# Makurazaki, Kagoshima
Makurazaki (枕崎市 Makurazaki-shi) là một thành phố thuộc tỉnh Kagoshima, Nhật Bản.